# Poplach v oblacích
Poplach v oblacích je československý rodinný fantasy film, jejž natočil režisér Jindřich Polák podle scénáře, který napsal společně s Otou Hofmanem. Do československých kin byl snímek uveden 9. listopadu 1979. Jedná se o filmový sestřih prvních tří dílů třetí řady televizního seriálu Pan Tau a navazuje na něj film Od zítřka nečaruji. Ústřední roli pana Tau si zopakoval Otto Šimánek, v dalších hlavních rolích se představili Vlastimil Brodský, Josef Dvořák a Josef Bláha.
Na DVD byl snímek poprvé vydán v roce 2005 (Bontonfilm), v roce 2008 potom jako příloha deníku Šíp.

## Příběh
Pan Tau se objeví na křídle letícího letadla, což vyvolá poprask jak cestujících a posádky letadla, tak pracovníků letiště. Vyšetřování události se po přistání ujme III. inspektor bezpečnosti provozu Málek, nicméně pan Tau mu uniká. Tauovu kouzelnou buřinku ale ukradne na letišti slůně v kleci, od něhož ji získá zřízenec Kalous. Ten má za úkol převézt slona do safari, zatímco pan Tau se pokouší od něj získat buřinku zpět.

## Obsazení
- Otto Šimánek jako pan Tau
- Vlastimil Brodský jako Málek, III. inspektor bezpečnosti leteckého provozu
- Josef Bláha jako hlavní inspektor bezpečnosti leteckého provozu
- Jiří Lábus jako dispečer na letišti
- Petr Nárožný jako tatínek Alenky
- Josef Dvořák jako Kalous, zřízenec safari
- František Husák jako Lojza, pilot JZD
- Robert Vrchota jako agronom
- Michael Hofbauer jako Otík, syn Málka
- Alena Jirešová jako Alenka
- Eliška Sirová jako Eva, dcera Málka
- Jan Sedláček jako Pepíček, syn Málka
- Miroslav Vydlák jako Honzík, syn Lojzy